# La Vergenne
La Vergenne är en kommun i departementet Haute-Saône i regionen Bourgogne-Franche-Comté i östra Frankrike. Kommunen ligger i kantonen Villersexel som tillhör arrondissementet Lure. År 2022 hade La Vergenne 110 invånare.

## Befolkningsutveckling
Antalet invånare i kommunen La Vergenne
| Referens: INSEE |